# Chondroplaste
Les chondroplastes sont de petites logettes dans la matrice extracellulaire, situées à la base de la masse cartilagineuse dure, près de la tête de l'os. Les chondroplastes contiennent les chondroblastes qui sont de futurs chondrocytes en cours de différenciation cellulaire, qui expriment notamment de nombreux récepteurs à la vitamine A et vitamine D, à l'hormone parathyroïdienne (ou PTH), aux œstrogènes, aux glucocorticoïdes. Ils se divisent encore quelques fois (= croissance interstitielle) ce qui donne des groupes de cellules qui sont les groupes isogéniques de chondrocytes.